# Fuerza Provisional de Seguridad de las Naciones Unidas para Abyei
La Fuerza Provisional de Seguridad de las Naciones Unidas para Abyei (también conocida como UNISFA por sus siglas en inglés) es una misión internacional de mantenimiento de la paz desplegada en Abyei (territorio disputado por Sudán y Sudán del Sur) desde junio de 2011. 
El mandato de la UNISFA fue autorizado con la aprobación de la resolución 1990 del Consejo de Seguridad de las Naciones Unidas del 27 de junio de 2011. En ella se asignaba a la UNISFA la misión de verificar el repliegue de las Fuerzas Armadas del Sudán y del Ejército de Liberación del Pueblo Sudanés (ELPS) de Abyei de tal modo que el territorio pasaría a ser una zona desmilitarizada sin más presencia militar o policial que la UNISFA y el Servicio de Policía de Abyei. La desmilitarización de Abyei fue acordada entre el gobierno de Sudán y el ELPS en una ronda de negociaciones en Addis Abeba (Etiopía).
Además la UNISFA tiene asignada las misiones de: asegurar la entrega de ayuda humanitaria; proporcionar seguridad a las explotaciones petroleras de la región; proteger al personal, instalaciones y equipo de las Naciones Unidas; asegurar la libre circulación del personal de las Naciones Unidas y del personal humanitario; proteger a la población civil ante una inminente amenaza violenta y a usar la fuerza ante cualquier "incursión de elementos no autorizados" en la zona.
La resolución 1990 autoriza un despliegue máximo de 4.200 efectivos militares, 50 agentes de policía y un "componente civil adecuado". A fecha 27 de septiembre de 2011 había desplegados 1.814 soldados de 26 países diferentes, incluyendo 121 observadores militares. La misión está comandada por Tadesse Werede Tesfay, Teniente General del Ejército de Etiopía.

## Personal
| Civiles                    | 217  |
| Expertos en misión         | 124  |
| Policía                    | 24   |
| Oficiales del Estado Mayor | 113  |
| Tropas                     | 3167 |
| Voluntarios de las NU      | 34   |

## Bajas
A fecha 27 de septiembre de 2011, la UNISFA había sufrido cuatro bajas mortales entre sus fuerzas en la historia de la misión. Las cuatro muertes se produjeron el 2 de agosto de 2011 por el estallido de una mina terrestre al paso de una patrulla en un sector de Abyei controlado por Sudán. Los cuatro muertos, además de siete heridos, eran soldados etíopes.